# Idiognophomyia collata
Idiognophomyia collata is een tweevleugelige uit de familie steltmuggen (Limoniidae). De soort komt voor in het Palearctisch gebied.